# 平南白土
平南白土（たいら みなみしらど）は、福島県いわき市の大字である。郵便番号は970-8025。

## 地理
いわき市中央部の平地区に属し、地区内中部に位置する。北西で平、平北白土、北で平塩、北東で平山崎、東で平菅波、南東で平上高久、南で平中山、平下荒川、東で平谷川瀬とそれぞれ隣接する。概ね町村制施行以前の磐前郡南白土村の流れを汲む地域である。夏井川とその支流の新川の右岸に沿う平地とその外縁部の丘陵地帯で成り立ち、平市街に隣接する地域として宅地化が進み、南端部の丘陵地にも住宅地の造成が行われた。内郷御厩町に所在するいわき中央警察署及び平字正内町に所在する平消防署がそれぞれ管轄にあたる。

### 主な字
字
- 八ツ坂
- 筒ノ下
- 松魚田
- 長塚
- 竹ノ下

- 勝負田
- 広町
- 古宿
- 関根
- 岡ノ内

- 北沢
- 館岸
- 竜沢
- 湯崎

字の表記がなされない地区
- 平南白土一丁目
- 平南白土二丁目

## 河川・水路
- 夏井川
  - 新川
- 愛谷江筋

## 歴史
- 1879年1月27日 - 平藩領南白土村が福島県内における郡区町村制の施行により磐前郡の村となる[4]。
- 1889年4月1日 - 町村制の施行により南白土村が北白土村、上荒川村、下荒川村、谷川瀬村、中山村、小泉村、吉野谷村、上高久村と合併し、磐前郡飯野村が発足する。旧南白土村域は飯野村の大字となる[4]。
- 1896年4月1日 - 磐前郡と周辺郡との合併により石城郡が発足し、石城郡飯野村となる[4]。
- 1950年4月1日 - 飯野村が平市と合併し、平市の大字となる[4]。
- 1966年10月1日 - 平市が磐城市・常磐市・内郷市・勿来市、石城郡小川町・遠野町・四倉町・川前村・田人村・好間村・三和村、双葉郡久之浜町・大久村と合併しいわき市となり、いわき市平地区の大字となる[4]。

## 世帯数と人口
2023年10月31日現在の世帯数と人口は以下の通りである。
| 大字     | 世帯数  | 人口   |
| -------- | ------- | ------ |
| 平南白土 | 954世帯 | 1796人 |

## 小・中学校の学区
市立小・中学校に通う場合、学区は以下の通りとなる。
| 番地                             | 小学校                 | 中学校                 |
| -------------------------------- | ---------------------- | ---------------------- |
| 字古宿、関根、岡ノ内、菅作、北沢 | いわき市立平第三小学校 | いわき市立平第三中学校 |
| 上記を除く                       | いわき市立平第五小学校 | いわき市立平第三中学校 |

## 交通

### 道路
- 福島県道26号小名浜平線
  - 八ツ坂トンネル
- 福島県道229号甲塚古墳線
  - 古川橋
- 福島県道241号下高久谷川瀬線
- 一級市道内郷平線
  - 白土大橋
- 一級市道北白土菅波線
  - 高橋

### バス
新常磐交通路線バス
- （いわき駅方面） - 白土入口 - （平工、豊間方面）
  - いわき駅～平工～玉川～小名浜
  - いわき駅～豊間～江名～小名浜
  - いわき駅～豊間～小名浜～泉駅
  - 小名浜～江名～いわき駅～平商
  - 小名浜～鹿島～ＮＴ～昌平中高
  - 赤井岳下～いわき駅～平工業高校
- （いわき駅方面） - 南白土 - （市役所方面）
  - 平市内循環：外回り
- （いわき駅方面） - 古川橋 - （代之原方面）
  - いわき駅～夏井～西原

## 施設
- 浪江町役場いわき出張所
- 磐城緑蔭中学校・高等学校
- 八ツ坂郵便局
- 市営南白土団地
- 八ツ坂団地
- 八ツ坂ゴルフセンター
- 花地稲荷神社
- 増福寺